# Безповоротне водоспоживання
Безповоро́тне водоспожива́ння — споживання води (в сільському господарстві, промисловості, для побутових потреб), при якому частина води не повертається до вододжерела. Крім необхідних втрат (наприклад, для приготування довготривалих робочих розчинів, втрати води у складі продуктів тощо), існують невиправдані втрати води, пов'язані з її витоком в каналах (фільтрація, випаровування), трубопроводах, з природним випаровуванням (з поверхні відстійників, водосховищ та ін.). При правильній організації водоспоживання, особливо при безвідходних технологіях і замкнутому циклі, безповоротне водоспоживання не впливає негативного на стан водних джерел.
Нормою водоспоживання називають кількість води, що витрачається на певні потреби в одиницю часу або на одиницю вироблюваної продукції.